# Bodrogzug
A Bodrogzug a Tisza és a Bodrog folyók összefolyása közti morotvás, mocsaras, ligeterdős terület, jelentős részben ártér a Bodrogköz déli részében, Zemplénben, Északkelet-Magyarországon. 
Az Olaszliszka-Zalkod vonalától Tokaj városig húzódó Tokaj–Bodrogzug Tájvédelmi Körzet része.
A több ezer hektáros terület évente legalább kétszer - a tél végén a hóolvadáskor, és a tavaszi-nyár eleji esőzések idején - víz alá kerül. Nagyon csapadékos időszakokban tucatnyi árhullám is előfordul. Mindez Magyarországon ritka élővilágnak biztosít élőhelyeket, amelyeket 1989 óta a nemzetközi ramsari egyezmény is véd (Ramsar azonosító kódja 422).
Az ANPI-ÉMVIZIG - Bodrogzugi vízitúra honlapján megszerezhető belépési engedéllyel látogatható vízitúrázóhely.

## Elhelyezkedése
A Bodrogzugot nyugaton és északnyugaton a Bodrog, délen és délkeleten a Tisza határolja.

## Élővilága[3]

### Flóra
Az Alföld flóravidék Észak-Alföld flórajárásához tartozik.
Tipikus növények:
- Fűz, nyár, tölgy, kőris, szil ligetek
- Hínártársulások
- Sulyom
- Úszó békaszőlő
- Békalencse
- Békatutaj
- Keresztes békalencse
- Rucaöröm
- Tündérrózsa
- Tündérfátyol
- Tavirózsa
- Kornistárnics
- Őszi kikerics
- Boglárka
- Margitvirág
- Szibériai nőszirom
- Vidra keserűfű
- Nádasok, sásosok
- Vízi harmatkása
- Békabuzogány
- Veresgyűrűsom
- Kutyabenge
- Rekettyefűz
- Kányabangita
- Feketefűz

### Fauna
- Többféle béka
- Vízisikló
- Lápi póc
- Réti csík
- Szürkegém
- Vörösgém
- Bakcsó
- Bölömbika
- Kis kócsag
- Nagy kócsag
- Haris
- Fürj
- Fekete gólya
- Barna rétihéja
- Hamvas rétihéja
- Réti fülesbagoly
- Barna kánya
- Vidra

## Geológiája
A Bodrogzug a pleisztocén végén, a holocén elején jött létre. Ebben az időszakban lesüllyedt a Bodrogköz és a Szatmár-beregi síkság, kiemelkedett az Ér-völgy vidéke és a tektonikai mozgások, illetve az eróziós folyamatok a Tokaji-hegységfelé tolták el a Tisza folyását. A Bodrogzug morotvatavait - amelyek közt a legjelentősebbek a Nagy-tó, a Fekete-tó és a Kapitány-tó - a Tisza mederváltozásai hozták létre.